# احشام نو
احشام نو، روستایی از توابع بخش آبدان شهرستان دیر استان بوشهر در جنوب ایران.

## جمعیت
این روستا در دهستان آبدان قرار دارد. جمعیت آن در سرشماری رسمی سالهای ۱۳۸۵ و ۱۳۹۰ کمتر از ۳ خانوار بوده و در سرشماری سال ۱۳۹۵ خالی از سکنه گزارش شده‌است.